# Sigue Sigue Sputnik

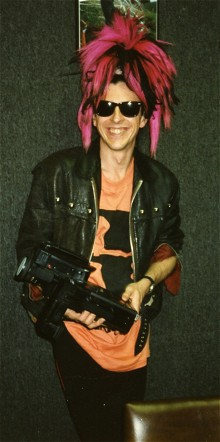
Tony James en 1986.

Sigue Sigue Sputnik est un groupe de musique new wave britannique formé en 1982 par Tony James, Martin Degville, Neal X (Whitmore), Chris Kavanagh et Ray Mayhew.

## Historique
Tony James, ancien leader de Generation X (avec Billy Idol), met ainsi en place son projet musical inspiré par David Bowie, Suicide, The Sex Pistols ou Alan Vega.
Le concept s'articule autour d'une vision du futur, le résultat d'un croisement Cyber-Punk entre Ziggy Stardust, Iggy Pop et Elvis Presley, le tout version électronique.
Alors qu'ils prennent les médias comme terrain de jeu et se retrouvent régulièrement dans les rubriques à scandales des journaux people, leur titre culte et premier single, produit par Giorgio Moroder, Love Missile F1-11, atteint la troisième place dans les charts britanniques en 1986. Il renferme à lui seul toutes les caractéristiques du son Sputnik : Boites à rythmes, samples de musiques classiques, et une multitude d'effets sonores. Love Missile F1-11 obtiendra, des années plus tard, la consécration suprême en étant repris par David Bowie en personne.
Le premier album, également produit par Giorgio Moroder, Flaunt It, sorti dans la foulée, aura la particularité d'être ponctué de passages publicitaires entre les morceaux. Sigue Sigue Sputnik intrigue les médias de par leur démarche commerciale et leurs looks déjantés.
Mais l'écueil du deuxième album, Dress for excess, sera difficile à éviter. Et ce malgré la présence d'un titre produit par Stock Aitken Waterman. Sigue Sigue Sputnik disparaît alors du devant de la scène.
S'ouvre une période de sommeil durant laquelle plusieurs compilations virent le jour avec des remix différents et parfois des inédits. Le groupe semblait mort jusqu'à ce que Tony James, en surfant sur Internet, découvrit qu'il existait toujours un profond engouement populaire pour Sigue Sigue Sputnik.
Il réanima son projet en 2001 avec l'album Pirate Space qui marqua le retour de Sigue Sigue Sputnik.
En 2002, l'album Black Elvis est un hommage au King à la sauce Sputnik.
Sigue Sigue Sputnik n'a jamais caché ses influences et a souvent fait des reprises particulièrement étonnantes comme ce fut le cas avec le titre de Prince I could never take the place of your man qui figure sur des compilations de reprises electro.
C'est enfin en 2003 qu'apparaît leur dernier album commercialisé dans le circuit traditionnel : Ultra Real.
2004 marque la fin de la collaboration avec leur chanteur Martin Degville, qui se lance après une précédente tentative en 1992 avec l'album War World Four, dans une carrière solo sous le nom de Sputnik2.

## Discographie
- 1986 : Flaunt It
- 1988 : Dress for Excess
- 2001 : Pirate Space
- 2002 : Blak Elvis vs. The Kings of Electronic Rock and Roll
- 2003 : Ultra Real

## compilations et participations
- 1990 : The First Generation
- 1997 : The First Generation - Second Edition
- 1998 : The Ultimate 12" Collection
- 2000 : Sci-Fi Sex Stars
- 2001 : 21st Century Boys: The Best of Sigue Sigue Sputnik
- 2001 : A Gothic-Industrial Tribute to The Smashing Pumpkins (participation, reprise du titre Bullet with Butterfly Wings)